# Assaâd Bouab
Assaâd Bouab (Aurillac, 31 de julho de 1980) é um actor franco-marroquino.

## Biografia
Bouab nasceu a 31 de julho de 1980, a sua família compõe-se pelo seu pai, marroquino, que é gerente geral de uma fábrica de betão e pela sua mãe, francesa, que dedica-se à indústria hidráulica como directora de Campus France. Ele é o irmão de Younes Bouab, também actor.
Mudou-se a Paris em 1998 após ter passado toda a sua infância em Marrocos e obter o seu bacharelato no Liceu Descartes em Rabat. Depois realizou também três anos de formação em teatro, no Cours Florent, de 1999 a 2002, com professores como Pierre Guillois, Jérôme Dupleix, Jerónimo Léguillier, Areia Workman e Gilles Bourdos
Apresentou-se em 2002 no concurso do Conservatório de Paris (CNSAD), onde foi admitido. Graduou-se em 2006. Bouab tem participado como actor em cinema, teatro e televisão.
Está casado com Sarah, uma franco-marroquina que exerce o oficio de conselheira de orientação, e ambos têm uma filha.

## Teatro
- 1997 : Um chapéu de palha de Itália por Labiche, dirigida por Jacques Mandréa, Salle Bahnini Rabat (Marrocos)
- 1998 : Zadig de Voltaire, dirigida por Jacques Mandréa, teatro Mohammed V em Rabat (Marrocos)
- 2002 : Ola(s) para a alma, criação inspirada no Acordar da primavera por Frank Wedekind, dirigida por Jean-Pierre Garnier, no papel de Melchior, no Teatro da Escola Florent
- 2003 :
  - A Noite de reis de William Shakespeare, no papel de um cortesão, dirigida por Andrzej Seweryn ;
  - Reine-a écartelée por Cristiano Siméon, no papel de Varnet, no Teatro da Escola Florent
- 2004 : Hipólito de Robert Garnier e a Phèdre de Jean Racine, dirigida por Nada Strancar, no teatro do Conservatório ;
- 2005 : A fala popular e a mulher desalinhada de Goldoni, no papel do pai, e de servo, dirigida por Muriel Mayette, o teatro do Conservatório
- 2009 : O arado e as estrelas por Sejam O'casey, dirigido por Irene Bonnaud, no papel de Jack, o marido
- 2011 : As mil e uma noite (das Mil e Uma Noites), Tim Supple e Hanan sharm El-Sheikh. Dirigida por Tim Supple. No papel de Shahryar e Harun al-Rachid
- 2017 : As Três Irmãs de Anton Chéjov, adaptação do texto e dirigida por Simón Stone, Teatro do Odéon e, posteriormente de gira.

## Filmografia
| Ano  | Título                         | Papel           | Director                              | Notas                           |
| ---- | ------------------------------ | --------------- | ------------------------------------- | ------------------------------- |
| 2000 | 9 Minutos e 41                 |                 | Ali Benchakroun                       | Curta-metragem                  |
| 2001 | Todos contra Léo               | Aymeric         | Christophe Honoré                     | filme de televisão              |
| 2002 | Seventeen Times Cecile Cassard | servidor        | Christophe Honoré                     |                                 |
|      |                                |                 |                                       |                                 |
| 2003 | Phares dans a nuit             | o estranho      | Laurence Côte                         | Curta-metragem                  |
| 2005 | Marock                         | Mao             | Laïla Marrakchi                       |                                 |
| 2005 | Zaïna, cavalière de l'Atlas    | Kadour          | Bourlem Guerdjou                      |                                 |
| 2006 | Days of Glory                  | Larbi           | Rachid Bouchareb                      |                                 |
| 2007 | Whatever Lola Wants            | Zack            | Nabil Ayouch                          |                                 |
| 2007 | Une famille formidable         | Walid           | Joël Santoni                          | série de televisão (1 Episódio) |
| 2008 | Kandisha                       | The Cabalist    | Jérôme Cohen-Olivar                   |                                 |
| 2009 | Rosa e negro                   | Flocon          | Gérard Jugnot                         |                                 |
| 2010 | Outside the Law                | Ali             | Rachid Bouchareb                      |                                 |
| 2012 | Road Nine                      | Yanis           | Sebastien Rossi                       |                                 |
| 2013 | Le clan dês Lanzac             | Brahim Hassani  | Josée Dayan                           | TV Movie                        |
| 2014 | Fadhma N'Soumer                | Boubaghla       | Belkacem Hadjadj                      |                                 |
| 2014 | Terra X                        |                 | Nina Koshofer & Judith Voelker        | série de televisão (1 Episódio) |
| 2015 | Queen of the Desert            | Sheik           | Werner Herzog                         |                                 |
| 2015 | Made in France                 | O imã           | Nicolas Boukhrief                     |                                 |
| 2015 | Le chant dês hommes            | H               | Bénédicte Liénard & Mary Jimenez      |                                 |
| 2015 | Homeland                       | Waleed          | Lesli Linka Glatter                   | série de televisão (1 Episódio) |
| 2015 | Tyrant                         | Commander Naga  | Ciaran Donnelly                       | série de televisão (1 Episódio) |
| 2015 | Le Princess                    | Jalil Djebli    | Lucie Borleteau                       | série de televisão (1 Episódio) |
| 2016 | Ali and Nino                   | Ilyas           | Asif Kapadia                          |                                 |
| 2016 | Braquo                         | Redouane Buzoni | Xavier Palud                          | série de televisão (6 Episódio) |
| 2016 | Ghoul                          | Jad             | Jean Luc Herbulot, Mehdi El Azam, ... | série de televisão (8 Episódio) |
| 2017 | Call My Agent !                | Hicham Janowski | Laurent Tirard                        | série de televisão (2 Episódio) |
| 2019 | A Baía do Silêncio             | Pierre Laurent  | Paula van der Oeste                   |                                 |

### Prémios
- Talentos de Cannes Adami 2003, com Elsa Kikoïne, por los Faros en la noche de Laurence Côte